# Râul Bârsănești
Râul Bârsănești este un curs de apă, afluent al râului Tazlău. Cursul superior al râului, amonte de localitatea Bârsănești este numit de localnici Râul Chicera. 